# Сепеда, Хосе (боксёр)
Хосе Энкарнасьон Сепеда (исп. Jose Encarnacion Zepeda; род. 24 мая 1989, Лонг-Бич, Калифорния, США) — американский боксёр-профессионал, мексиканского происхождения, выступающий лёгкой, первой полусредней, полусредней и первой средней весовых категориях. Среди профессионалов двукратный претендент на титул чемпиона мира по версии WBC (2019) в 1-м полусреднем весе и по версии WBO (2015) в лёгком весе. Бывший обязательный претендент на титул чемпиона мира по версии WBC (2021—2022), чемпиона по версии WBC Silver (2020—2022), чемпион США по версии WBC (USNBC) (2019), чемпион по версии WBO International (2017—2018) в 1-м полусреднем весе. Бывший чемпион по версии WBA Inter-Continental (2018—2019) в лёгком весе.
Лучшая позиция по рейтингу BoxRec — 2-я (январь 2021) и является 2-м среди американских боксёров (после Риджиса Прогрэ) первой полусредней весовой категории, а по рейтингам основных международных боксёрских организаций занял 3-ю строчку рейтинга WBC и 3-ю строку рейтинга WBO — входя в ТОП-5 лучших суперлегковесов всего мира.

## Биография
Родился 8 мая 1989 года в городе Лонг-Бич в Калифорнии (США).

## Любительская карьера
В любителях Хосе провёл 16 боёв, из которых в 15-ти победил и 1 бой проиграл.

## Профессиональная карьера
25 декабря 2009 года Хосе Сепеда дебютировал на профессиональном ринге, победив нокаутом в 1-м же раунде мексиканца Игнасио Мондрагона (0-3).

### Лёгкий вес
11 июля 2015 года в бою за вакантный титул чемпиона мира по версии WBO в лёгком весе впервые проиграл досрочно, небитому британцу Терри Флэнагану (27-0), Сепеда не вышел на 3-й раунд получив в бою травму левого плеча.

### Первый полусредний вес
10 февраля 2019 года в бою за титул чемпиона мира по версии WBC (2-я защита Рамиреса) в 1-м полусреднем весе уступил решением большинства судей (счёт: 114—114, 112—116, 113—115) небитому чемпиону мира — соотечественнику Хосе Рамиресу.
14 сентября 2019 года в бою за вакантный титул чемпиона США по версии WBC (USNBC) в 1-м полусреднем весе победил единогласным решением судей (счёт: 97-93, 97-93, 97-93) экс-чемпиона мира пуэрториканца Хосе Педраса.
В ноябре 2021 года Всемирным боксерским советом (WBC) он был назначен официальным претендентом на титул чемпиона мира по версии WBC в суперлегком весе.

## Статистика профессиональных боёв
В таблице перечислены результаты всех поединков боксёров.
В каждой строке указан результат поединка. Дополнительно номер поединка обозначен цветом, который обозначает итог поединка. Расшифровка обозначений и цветов представлена в нижеследующей таблице.
| Пример | Расшифровка                     |
| ------ | ------------------------------- |
|        | Победа                          |
|        | Ничья                           |
|        | Поражение                       |
|        | Планируемый поединок            |
|        | Поединок признан несостоявшимся |
| КО     | Нокаут                          |
| ТКО    | Технический нокаут              |
| PTS    | Решение судей (по очкам)        |
| UD     | Единогласное решение судей      |
| MD     | Решение большинства судей       |
| SD     | Раздельное решение судей        |
| RTD    | Отказ от продолжения боя        |
| DQ     | Дисквалификация                 |
| NC     | Поединок признан несостоявшимся |

| 42 поединка, 37 побед (28 нокаутом), 3 поражения, 2 несостоявшихся. | 42 поединка, 37 побед (28 нокаутом), 3 поражения, 2 несостоявшихся. | 42 поединка, 37 побед (28 нокаутом), 3 поражения, 2 несостоявшихся. | 42 поединка, 37 побед (28 нокаутом), 3 поражения, 2 несостоявшихся. | 42 поединка, 37 побед (28 нокаутом), 3 поражения, 2 несостоявшихся. | 42 поединка, 37 побед (28 нокаутом), 3 поражения, 2 несостоявшихся. | 42 поединка, 37 побед (28 нокаутом), 3 поражения, 2 несостоявшихся.                                                           |
| Бой                                                                 | Рекорд                                                              | Дата боя                                                            | Соперник                                                            | Место проведения                                                    | Результат                                                           | Примечание |
| ------------------------------------------------------------------- | ------------------------------------------------------------------- | ------------------------------------------------------------------- | ------------------------------------------------------------------- | ------------------------------------------------------------------- | ------------------------------------------------------------------- | --- |
| 43                                                                  |                                                                     | 23 марта 2024                                                       | Далтон Смит (15-0)                                                  | Sheffield Arena, Шеффилд, Великобритания                            | (12)                                                                | Бой за вакантный пояс WBC Silver в 1-м полусреднем весе.                                                                      |
| 42                                                                  | 37-2-0-2                                                            | 17 сентября 2023                                                    | Мерсито Геста (34-3-3)                                              | Commerce Casino, Коммерс, Калифорния, США                           | TKO 6 (12)                                                          | |
| 41                                                                  | 36-2-0-2                                                            | 25 марта 2023                                                       | Нирадж Гоят (17-3-2)                                                | Мэдисон-сквер-гарден, Нью-Йорк, штат Нью-Йорк, США                  | UD 10                                                               | Защитил титул чемпиона по версии WBC Silver (2-я защита Сепеда) в 1-м полусреднем весе.                                       |
| 40                                                                  | 35-3-0-2                                                            | 26 ноября 2022                                                      | Риджис Прогрэ (27-1)                                                | Dignity Health Sports Park, Карсон, Калифорния, США                 | KO 11 (12), 0:59                                                    | Бой за вакантный титул чемпиона по версии WBC в 1-м полусреднем весе.                                                         |
| 39                                                                  | 35-2-0-2                                                            | 30 октября 2021                                                     | Хосуэ Варгас (19-1)                                                 | Мэдисон-сквер-гарден, Нью-Йорк, штат Нью-Йорк, США                  | TKO 1 (10), 1:45                                                    | Защитил титул чемпиона по версии WBC Silver (2-я защита Сепеда) в 1-м полусреднем весе.                                       |
| 38                                                                  | 34-2-0-2                                                            | 22 мая 2021                                                         | Генри Ланди (31-8-1)                                                | Virgin Hotels Las Vegas, Лас-Вегас, Невада, США                     | UD 10                                                               | Счёт: 98-92 (трижды). Защитил титул чемпиона по версии WBC Silver (1-я защита Сепеда) в 1-м полусреднем весе.                 |
| 37                                                                  | 33-2-0-2                                                            | 3 октября 2020                                                      | Иван Баранчик (20-1)                                                | MGM Grand, Лас-Вегас, Невада, США                                   | KO 5 (10), 2:50                                                     | Завоевал вакантный титул чемпиона по версии WBC Silver в 1-м полусреднем весе.                                                |
| 36                                                                  | 32-2-0-2                                                            | 7 июля 2020                                                         | Кендо Кастанеда (17-1)                                              | MGM Grand, Лас-Вегас, Невада, США                                   | UD 10                                                               | Счёт: 97-93, 98-92 (дважды). Бой в договорном весе — до 65,2 кг.                                                              |
| 35                                                                  | 31-2-0-2                                                            | 14 сентября 2019                                                    | Хосе Педраса (26-2)                                                 | Ти-Мобайл Арена, Лас-Вегас, Невада, США                             | UD 10                                                               | Счёт: 97-93 (трижды). Завоевал вакантный титул чемпиона США по версии WBC (USNBC) в 1-м полусреднем весе.                     |
| 34                                                                  | 30-2-0-2                                                            | 18 мая 2019                                                         | Элеазар Валенсуэла (19-11-4)                                        | Deportivo del Sindicato del Metro, Мехико, Мексика                  | NC 3 (10)                                                           | Бой прекращён после случайного столкновения головами. Бой в договорном весе — до 66 кг.                                       |
| 33                                                                  | 30-2-0-1                                                            | 10 февраля 2019                                                     | Хосе Рамирес (23-0)                                                 | Save Mart Center, Фресно, Калифорния, США                           | MD 12                                                               | Счёт: 114-114, 113-115, 112-116. Бой за титул чемпиона мира по версии WBC (2-я защита Рамиреса) в 1-м полусреднем весе.       |
| ….                                                                  |                                                                     |                                                                     |                                                                     |                                                                     |                                                                     | |
| 27                                                                  | 25-1-0-1                                                            | 16 апреля 2016                                                      | Педро Наваррете (29-21-3)                                           | Gimnasio Olímpico Juan de la Barrera, Мехико, Мексика               | UD 10                                                               | Счёт: 98-92, 97-92 (дважды).                                                                                                  |
| 26                                                                  | 24-1-0-1                                                            | 23 января 2016                                                      | Аммет Диас (32-12)                                                  | Мехикали, Нижняя Калифорния, Мексика                                | TKO 1 (10), 1:49                                                    | |
| 25                                                                  | 23-1-0-1                                                            | 31 октября 2015                                                     | Хосе Альфаро (28-9-1)                                               | Тихуана, Нижняя Калифорния, Мексика                                 | NC 1 (10), 3:00                                                     | Бой прекращён по совету врача, т.к. Сепеда получил рассечение под левым глазом при столкновении головами в конце 1-го раунда. |
| Перешёл в первый полусредний вес — 140 фунтов (до 63,5 кг).         |                                                                     |                                                                     |                                                                     |                                                                     |                                                                     | |
| 24                                                                  | 23-1-0-0                                                            | 11 июля 2015                                                        | Терри Флэнаган (27-0)                                               | Велодром, Манчестер, Англия, Великобритания                         | RTD 2 (12), 3:00                                                    | Бой за вакантный титул чемпиона мира по версии WBO в лёгком весе. Сепеда получил травму левого плеча во 2-м раунде.           |
| Бой в лёгком весе — 135 фунтов (до 61,24 кг).                       |                                                                     |                                                                     |                                                                     |                                                                     |                                                                     | |